# Ivoiriens au Royaume-Uni
Les Ivoiriens au Royaume-Uni ou Ivoiriens britanniques représentent l'une des plus petites communautés d'africain dans le pays, comptant moins de 10 000 personnes. Ce groupe englobe à la fois les personnes nées en Côte d'Ivoire ayant immigré au Royaume-Uni ainsi que des ivoiriens nés sur le sol britannique.

## Histoire et peuplement
Depuis la fin du 20e siècle, des ivoiriens émigrent vers le Royaume-Uni, bien que leur nombre soit moindre que ceux ayant opté pour d'autres destinations telles que la France.
avant 1995, les Ivoiriens pouvaient se rendre au Royaume-Uni sans visa, c'est alors dans cette période que la migration des ivoiriens vers le Royaume-Uni fut importante. À l'origine, la plupart des premiers immigrants ivoiriens étaient des étudiants. Cependant, la vague récentes d'immigration en provenance de la Côte d'Ivoire est beaucoup plus diversifiée. Un grand nombre de ces migrants ont fui l'instabilité politique et économique du pays, particulièrement après le décès du président ivoirien Félix Houphouët-Boigny à la fin de l'année 1993. La lutte pour le pouvoir qui a suivi après sa mort contraint de nombreux autochtones à fuir avant un bain de sang semblable à celui observé au Libéria voisin.
À la suite du renversement du régime d'Henri Konan Bédié en 1999, les efforts pour stabiliser le gouvernement se sont avérés infructueux. La crainte de la violence s'est concrétisée lors de la guerre civile ivoirienne, qui a eu lieu de 2002 à 2007 . À cette époque, la plupart des Ivoiriens qui émigraient vers le Royaume-Uni étaient principalement des demandeurs d'asile et des personnes ayant été victimes de la guerre .
En plus des étudiants et des demandeurs d'asile au Royaume-Uni, il y a un nombre important de migrants ivoiriens en situation irrégulière dans le pays, dont beaucoup ont dépassé la durée de leur visa. L'OIM estime que cela était dû à leur détermination à réussir au Royaume-Uni et à ne pas abandonner, ni eux ni leurs familles.
Outre le nombre continu et croissant de personnes qui quittent la Côte d'Ivoire pour une nouvelle vie au Royaume-Uni, il existe également un nombre important de migrants secondaires venant de France et venant de France vers le Royaume-Uni. La France est considérée comme la plaque tournante de la diaspora ivoirienne, mais de nombreuses générations plus âgées quittent en fait le pays pour d'autres pays comme le Royaume-Uni dans l'espoir de meilleures perspectives pour leurs enfants et petits-enfants. De nombreux jeunes hommes qui n'ont pas réussi à s'installer et à faire leur vie en France sont également partis au Royaume-Uni pour « réessayer ».

## Données démographiques

### Population
D'après le recensement britannique de 2001, un total de 2 794 personnes nées en Côte d'Ivoire résidaient au Royaume-Uni en avril de cette année-là . Ce nombre se situe au 28ème rang parmi les groupes d'immigrants nés en Afrique. Le Royaume-Uni abrite la quatrième plus grande diaspora ivoirienne à l'étranger parmi tous les pays de l'OCDE, après les communautés de France, des États-Unis et d'Italie,.
Des Ivoiriens ont également migré vers le Royaume-Uni en provenance d'autres pays européens, notamment la France, dans ce qu'on appelle une migration secondaire . Il est difficile de connaître précisément le nombre d'Ivoiriens vivant au Royaume-Uni, car beaucoup évitent tout enregistrement officiel et sont évitent de se présenter à l'ambassade ivoirienne à Londres.
Un grand nombre d'Ivoiriens ayant immigré au Royaume-Uni ont demandé l'asile politique, et entre 1997 et 2007, 910 personnes ont obtenu ce statut . En 2008, les dirigeants communautaires ont avancé que la population se situait entre 5 000 et 9 000 habitants, même si l'Organisation internationale pour les migrations affirme qu'« il est très difficile de vérifier ces chiffres ». La première vague de migrants ivoiriens au Royaume-Uni, dans les années 1990, était majoritairement masculine, mais le nombre de migrantes femmes a considérablement augmenté ces dernières années. En ce qui concerne les tranches d'âge, une proportion significative de la population ivoirienne au Royaume-Uni se situe entre 35 et 45 ans, beaucoup d'entre eux étant arrivés pour chercher une nouvelle vie dans la vingtaine.
La langue la plus courante parlée au sein de la communauté ivoirienne au Royaume-Unis est de loin le français. Quant aux immigrants de la première génération, la maîtrise de la langue anglaise n'est véritablement pas évidente que chez les étudiants et les universitaires.

### Répartition de la population
La majorité des Ivoiriens, estimée entre 3 000 et 4 500 personnes, résident dans la capitale britannique, Londres. Cette ville est la destination privilégiée des migrants ivoiriens en raison de sa diversité culturelle, du fait qu'elle offre de meilleures opportunités d'emploi, et de la présence de communautés ivoiriennes et africaines noires établies depuis longtemps. Cependant, il est avéré que de nombreux Ivoiriens établis à Londres ont par la suite déménagé vers d'autres villes. On estime qu'entre 2 000 et 3 000 Ivoiriens résident à Birmingham, de 400 à 1 000 à Newcastle upon Tyne et de 100 à 200 à Glasgow. En dehors de ces métropoles, de nombreux demandeurs d'asile ivoiriens ont été répartis à travers le pays par le gouvernement britannique, dans le cadre d'une politique visant à alléger la charge financière des autorités locales de Londres et du sud-est.

### Religion
L'Islam et le christianisme sont les deux principales religions en Côte d'Ivoire, mais il existe également de nombreuses religions africaines autochtones suivies par les Ivoiriens au Royaume-Unis. La plupart des musulmans ivoiriens résidant au Royaume-Uni sont issus des groupes ethniques Mandinka et Mandé du nord et du nord-ouest de la Côte d'Ivoire. Parmi les mosquées les plus fréquentées par la communauté, on trouve la mosquée de Brixton, la mosquée de Lewisham, le centre islamique de Kent et la mosquée nigériane d'Old Kent Road, toutes situées dans et autour du Grand Londres. Ceci reflète la dispersion géographique des Ivoiriens au sein du Royaume-Uni. L'Organisation internationale pour les migrations (OIM) a constaté qu'au sein de la communauté ivoirienne au Royaume-Uni, il y a un plus grand nombre de chrétiens, la majorité appartenant à la religion catholique romaine et méthodiste. On trouve de nombreuses congrégations et églises ivoiriennes à Londres et dans tout le Royaume-Uni. Là où les communautés ivoiriennes sont moins répandues, de nombreux fidèles choisissent de prier aux côtés d'autres personnes originaires d'autres pays africains.